# Здание анатомического института (Санкт-Петербург)
Здание анатомического института — двухэтажное кирпичное здание с высоким цокольным этажом второй половины XIX века постройки по улице Академика Лебедева, в Калининском районе города Санкт-Петербург. Памятник истории и культуры регионального значения. В настоящее время строение используется в качестве учебного корпуса военно-медицинской академии имени С.М. Кирова.

## История
В Санкт-Петербурге по улице Академика Лебедева находится здание Анатомического института Медико-хирургической академии. За длительное время стены этого учреждения подготовили многих медицинских специалистов.
В 1862 году началось строительство здания института мастером-архитектором Константином Соколовым и военным инженером Генрихом Войницким. Здание было построено в 1871 году.
За всё время существования здания, на его фасаде были размещены мемориальные доски увековечивающие имена многих выпускников и работников данного института. Имеется мемориальные надписи о Николае Аничкове, об Иоакиме Петрове и других.
В 2001 году данное архитектурное сооружение было внесено в список объектов, представляющих историческую, научную, художественную или другую культурную ценность. Региональным памятником дом стал в соответствии с распоряжением от 12 мая 2015 года.

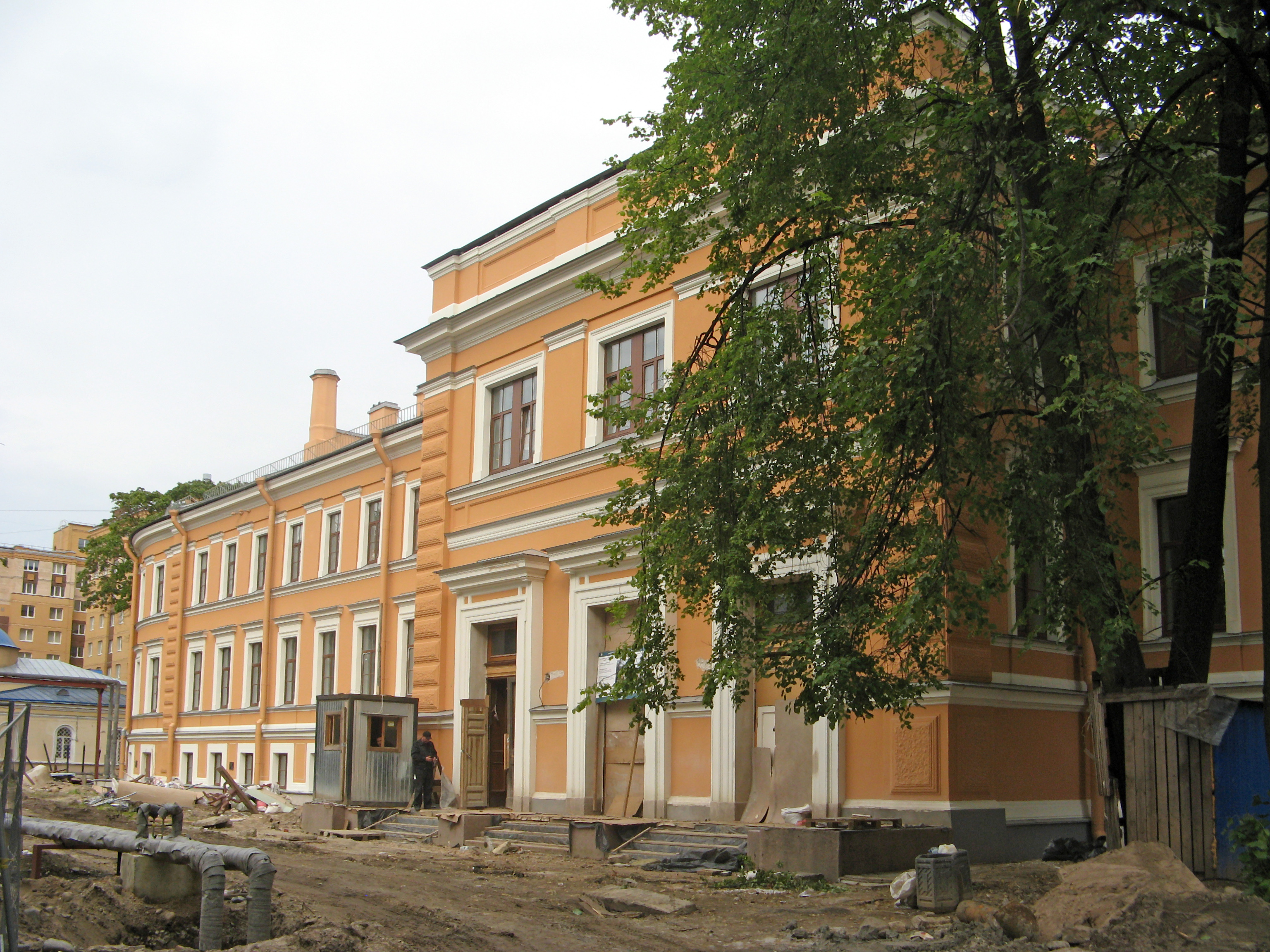
Главный вход

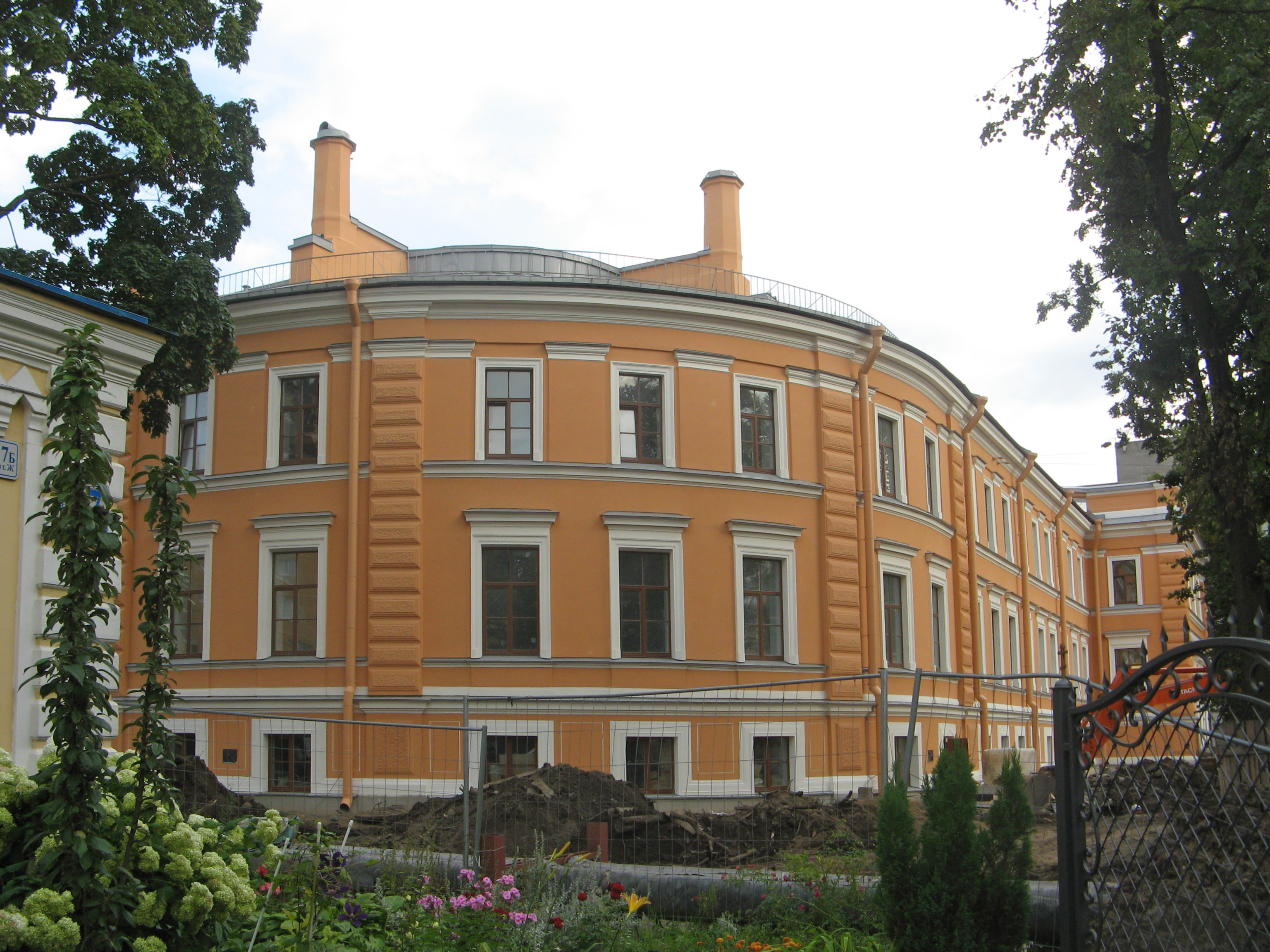
Вид на фасад

## Архитектура
Анатомический институт представляет собой П-образное здание с высоким цокольным этажом и боковыми крыльями в три этажа. Имеется широкая лестница возле дверей главного входа. Крыша скатная.
Стены строения кирпичные, коробовые своды с распалубками, цокольный этаж имеет крестовые своды. Внутри здания кованные лестничные марши. Парадная лестница имеет ограждение балюстрадой с фигурными балясинами.
Между окнами цокольного этажа в простенках имеются прямоугольные филенки. Окна этого этажа, а также второго оформлены прямоугольными профилированными наличниками. Окна первого этажа оформлены профилированными наличниками и прямыми сандриками. Три главных входа оформлены профилированными наличниками и прямыми сандриками. Имеется аттик с гладкими лопатками над центральным ризалитом западного фасада. В здании на втором этаже был установлен камин угловой, который облицован белыми гладкими изразцами, декорирован чугунным литьем и окантовкой с орнаментом желтого металла. На первом этаже установлен камин средистенный, декорирован растительно-геометрическим орнаментом чугунного литья.

## Современное состояние
В настоящее время это строение используется для нужд военно-медицинской академии имени С.М. Кирова. Здесь продолжают получать знания и опыт будущие высокопрофессиональные специалисты в хирургии.

## Документы
Распоряжение Комитета по государственному контролю, использованию и охране памятников истории и культуры Правительства Санкт-Петербурга от 12.05.2015 г. № 10-199 г. Санкт-Петербург. «О включении в единый государственный реестр объектов культурного наследия (памятников истории и культуры) народов Российской Федерации».